# Clemente Ballén
Clemente Ballén y Millan (Guayaquil, 22 de marzo de 1828 - París, 18 de julio de 1893) fue un banquero y hombre público ecuatoriano.

## Biografía
Realizó sus estudios en el Colegio Seminario, luego se dedicó al comercio y en 1865 fue nombrado comandante de la Compañía de Bomberos "Salamandra" durante tres años. En 1869 viajó a París, Francia y en 1875, el gobierno nacional lo nombró cónsul general del Ecuador y a pesar de estar ausente de su patria, fue propuesto como candidato a la Presidencia de la República a petición de la gente, pero siempre fue rechazada dicha candidatura. Ballén siguió ejerciendo su cargo de cónsul en París donde murió el 18 de julio de 1893.